# Kim Hye-soo
Kim Hye-soo (hangul: 김혜수; hanja: 金憓秀; rr: Gim Hye-su; MR: Kim Hyesu; 5 de setembro de 1970) é uma atriz sul-coreana. Kim foi uma das estrelas adolescentes mais populares nas décadas de 1980 e 1990 em seu país. Ela é conhecida por sua independência obstinada e por interpretar regularmente mulheres sofisticadas e perseverantes.
Kim começou sua carreira em um anúncio da marca Milo da Nestlé em 1985. Ela fez sua estreia no cinema como atriz principal no filme Kambo (1986), pelo qual recebeu seu primeiro prêmio como Melhor Atriz Revelação no Baeksang Arts Awards de 1987. Ela foi a mais jovem vencedora na categoria Melhor Atriz Principal do Blue Dragon Film Awards pelo filme First Love (1993). Seu papel de maior sucesso comercial foi o de Madame Jeong no filme policial Tazza: The High Rollers (2006), que também lhe rendeu seu terceiro prêmio de Melhor Atriz no Blue Dragon Film Awards.
Além de suas atuações em filmes, Kim apareceu em muitas séries de televisão de sucesso, incluindo Partner (1994-1998), Did We Really Love? (1999), Royal Story: Jang Hui-bin (2002), The Queen of Office (2013), Signal (2016), Hyena (2020), Juvenile Justice (2022) e Under the Queen's Umbrella (2022).

## Infância e educação
Kim Hye-soo nasceu em 5 de setembro de 1970, em Busan, no distrito de Dongnae, e sendo a segunda de cinco filhos. Ela se mudou da Escola Primária Nacional de Busan, enquanto estava estudando sua terceira série, para a Escola Primária Midong de Seul por causa do trabalho de seu pai. Ainda na escola primária, ela integrou a equipe nacional de demonstração infantil de Taekwondo e, em abril de 1982, foi selecionada a entregar um buquê de flores a Juan Antonio Samaranch, o sétimo presidente do Comitê Olímpico Internacional (COI).

## Carreira

### 1985–1991: Início de carreira e estreia cinematográfica
Em 1985, Kim apareceu em um comercial da marca Milo da Nestlé e também fez uma aparição no primeiro videoclipe de K-pop moderno, na música de Cho Yong-pil, Empty In The Air. Em 1986, Kim fez sua estreia cinematográfica em Kambo quando ainda era estudante do primeiro ano do ensino médio. Ela também ganhou o prêmio de Melhor Atriz Revelação por Kambo no Baeksang Arts Awards de 1987. Kim passou a desempenhar papéis principais nas séries de televisão Samogok (1987), Sun Shim-yi (1988) e Senoya (1989). Ela também atuou ao lado de Roh Joo-hyun em When The Flowers Bloom And The Birds Cry (1990). Em 1991, ela conseguiu outro papel principal com o filme Lost Love.

### 1992–1998: Séries de televisão e sucesso com filmes
Kim ficou muito conhecida como a "Estrela do Shitajiki" durante a década de 1980 devido à popularidade desses quadros impressos com fotos sua. Ela também foi nomeada como integrante da "Troika dos anos 1990" na Coreia, juntamente com as também atrizes Kim Hee-sun e Shim Eun-ha devido a enorme fama nacional que tinham. Em 1993, Kim foi atriz principal no filme First Love (1993) e foi aclamada pela crítica por sua interpretação do arquétipo de garota inocente, ganhando o prêmio de Melhor Atriz Principal no Blue Dragon Film Awards, além de lhe render o título de "Primeiro Amor da Nação", embora o filme tenha sido um fracasso de bilheteria na época.

### 1999–2004: Desenvolvimento de carreira
Ao longo de duas décadas, ela acumulou uma filmografia notável de papéis principais e coadjuvantes diversificados, principalmente na série de televisão Did We Really Love?, coestrelando com Bae Yong-joon, e Revenge and Passion, com Ahn Jae-wook, além do filme Tie a Yellow Ribbon (1998). Na década de 2000, Kim se concentrou mais em sua carreira cinematográfica do que televisiva, aparecendo em Kick the Moon, YMCA Baseball Team e Three. Nessa época, ela reinventou sua imagem na mídia como uma femme fatale glamorosa e confiante pela sua participação em Hypnotized (2004).

### 2005–2011: Retorno comTazza
Os papéis de Kim em The Red Shoes (2005) e Tazza: The High Rollers (2006) foram os mais reconhecidos e a colocou em destaque na indústria de filmes coreana. Ela seguiu com vários papéis em filmes, como uma dona de casa namorando secretamente um estudante universitário em A Good Day to Have an Affair; uma tia hiperativa em Shim's Family; uma prostituta e madrasta em Eleventh Mom e uma cantora de bar em Modern Boy (2008). Ela considera sua colaboração com Han Suk-kyu em Villain and Widow, de 2010, como um dos pontos altos de sua carreira como atriz. Em 2009, Kim voltou à televisão com a série Style, que é ambientado na indústria da moda. Ela seguiu em 2010 com o melodrama de mistério Home Sweet Home.

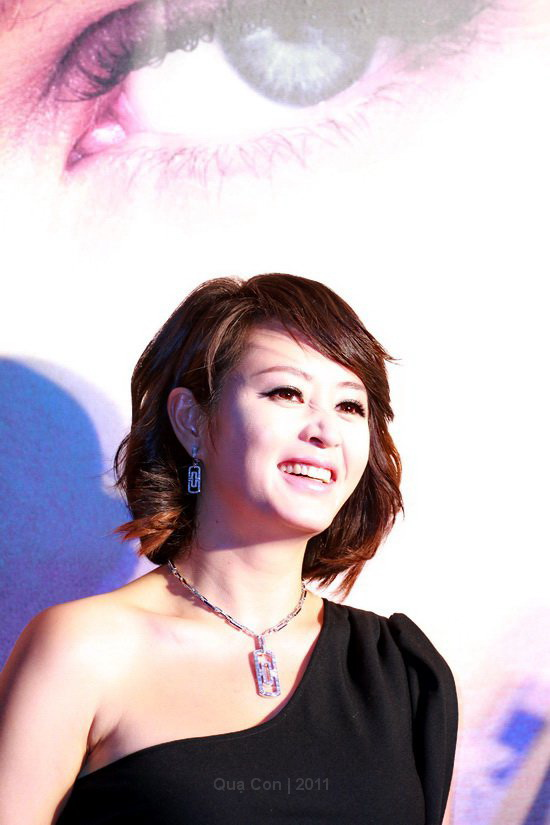
Kim em Saigon, Vietnã, 2011

Apresentadora frequente de cerimônias de premiação e programas de variedades da TV, Kim assinou um contrato como apresentadora do programa da MBC, W. Kim, que já assistiu vários documentários, foi considerada adequada pela equipe de produção, já que esse programa começou a se concentrar em questões ambientais e globais. W with Kim Hye-soo estreou em julho de 2010, mas foi cancelado em outubro de 2010, com Kim criticando a decisão da rede.

### 2012–2015: Sucesso cinematográfico
Em 2012, ela se reuniu com o diretor de Tazza, Choi Dong-hoon, para atuar em The Thieves. Ambientado nos casinos de Macau, o filme de assalto tornou-se um dos filmes de maior bilheteria da história do cinema coreano. Kim ganhou o prêmio de Alta Excelência - Atriz de Cinema no 20º Prêmio Coreano de Cultura e Entretenimento. Isso foi seguido por um papel coadjuvante no filme histórico de Han Jae-rim, The Face Reader.
Em 2013, ela foi protagonista da comédia romântica The Queen of Office (também intitulada como Goddess of the Workplace ), uma adaptação do drama japonês de 2007 Haken no Hinkaku ("Orgulho do (Funcionário) Temporário").
Em seguida, Kim estrelou Coin Locker Girl (também conhecido como Chinatown) em 2015, um filme noir dirigido somente por mulheres. Ela disse que não se importava de parecer pouco atraente para seu papel de chefe de uma organização criminosa, com os maquiadores adicionando rugas em seu rosto, cabelos grisalhos e flacidez em sua barriga e quadris. Kim disse que foi "mentalmente angustiante" decidir se aceitaria o papel, mas quando o fez, sentiu "uma onda de felicidade" cada vez que entrava no set e considerou o filme "um novo desafio que a fez seu coração acelerar e a assustou ao mesmo tempo."

### 2016–presente: Retorno à televisão e ao cinema
Kim fez seu retorno à televisão em 2016 com Signal, produzido pela tvN, sendo, mais tarde, um sucesso comercial e de crítica. Kim, como Cha Soo-hyun, atuou ao lado de Lee Je-hoon e Cho Jin-woong, para ser a primeira mulher policial na Força-Tarefa Especial de Seul, e futuramente se tornando a líder do esquadrão de casos arquivados da capital do país. Ela ganhou o prêmio de Melhor Atriz no 52º Baeksang Arts Awards e no tvN10 Awards por essa atuação.

"Em primeiro lugar, escrevo tudo o que me vem aos olhos. No caso de um artista, não sou diretora de elenco, mas lembro e recomendo quando surge um bom trabalho ou um personagem adequado ao ator. Se você olhar minhas anotações, lá tem pessoas com mais de 70 anos.

Em geral, se você se lembra dos dias em que um ator não estava no centro das atenções, mas ficavam impressionados com ele, "Huh? Já vi esse ator antes. Achei que ele foi realmente bom", você não quer dizer isso? O mesmo vale para mim. É melhor quando estou com bons atores."

— Kim Hye-soo em entrevista sobre o filme Familyhood
Kim compôs o elenco principal do filme de comédia dramática Familyhood, dirigido por Kim Tae-gon, coestrelado por Ma Dong-seok e Kim Hyun-soo. Kim foi indicada como Melhor Atriz nas cerimônias do 25º Buil Film Awards, 37º Blue Dragon Film Awards e 53º Baeksang Arts Awards.
Em 2017, Kim também estrelou no filme noir A Special Lady. Dirigido por Lee An-gyu, Kim interpretou Na Hyun-jung, uma mulher que se torna a segunda pessoa na linha de comando de uma organização gangster que vira uma empresa, ao lado dos atores Lee Sun-kyun e Lee Hee-joon.
Em 2018, Kim participou do filme sobre a crise do FMI no final da década de 1990, Default, atuando ao lado de Yoo Ah-in. Ela foi indicada como Melhor Atriz no 55º Baeksang Arts Awards. Em seguida, ela foi escalada para o filme de ficção científica, Return.
Em junho de 2019, foi confirmado a colaboração de Kim em The Day I Died: Unclosed Case, sendo o filme de estreia de Park Ji-wan como cineasta. O filme foi lançado em 12 de novembro de 2020. Kim foi indicada ao 57º Baeksang Arts Awards como Melhor Atriz de Filme.
Em 2020, Kim estrelou o drama jurídico Hyena. Ela fez o papel da advogada Jung Geum-ja, uma mulher que persegue dinheiro e sucesso custe o que custar. Foi ao ar na SBS TV de 21 de fevereiro a 11 de abril de 2020. Ela foi indicada na categoria Melhor Atriz no 56º Baeksang Arts Awards. Ela foi homenageada com o Prêmio de Excelência no Asia Contents Awards & Global OTT Awards de 2020 por sua atuação em Hyena.
Em março de 2022, Kim ganhou reconhecimento internacional por seu papel principal como a juíza Shim Eun-seok na série Juvenile Justice da Netflix, a série rapidamente se tornou a produção não-inglesa mais popular por duas semanas consecutivas. Ela foi indicada para Melhor Atriz no 58º Baeksang Arts Awards. No mesmo ano, ela estrelou o drama histórico da tvN, Under the Queen's Umbrella, como a rainha Im Hwa-ryeong.

## Vida pessoal

### Imagem pública e midiática
Kim vem sendo um símbolo sexual coreano popular, emblemático por iniciar uma revolução sexual na época, desde que usou um vestido decotado como apresentadora do Blue Dragon Film Awards ao mesmo tempo que recebeu seu prêmio de Melhor Atriz nessa cerimônia, em 1993.
Kim é conhecida por cuidar bem dos atores mais jovens e foi descrito pelo seu colega Ma Dong-seok, ao trabalharem em Familyhood (2016), como "a pessoa mais atenciosa para cuidar dos outros". Sua colega da série de TV Juvenile Justice, Lee Sang-hee, disse: "Kim anotava nomes de atores desconhecidos quando achava que suas atuações eram boas, para que ela pudesse recomendá-los para roteiros mais adequados no futuro." Muitas atrizes, incluindo Son Ye-jin, Han Ji-min, Kim Nam-joo, e Yum Jung-ah deram seus agradecimentos e expressaram gratidão a Kim pelo seu carinho especial.
Kim é bacharela em teatro e cinema pela Universidade Dongguk. Em 2013, Kim admitiu ter plagiado sua tese de mestrado “Um Estudo sobre a Comunicação do Ator”, com partes copiadas de pelo menos quatro livros diferentes. Ela pediu desculpas por sua atitude, que, segundo ela, foram causadas por sua agenda lotada e pela sua ignorância que o plágio é um crime grave. Como resultado, Kim perdeu seu mestrado em jornalismo e comunicação desse instituto.

### Relacionamentos
Kim e o ator Yoo Hae-jin se conheceram em 2001, depois de atuarem juntos em Kick the Moon, os dois ficaram mais próximos em 2006, depois de aparecerem novamente em Tazza: The High Rollers. Rumores sobre o namoro dos dois surgiram a partir de 2008, embora ambos negassem continuamente qualquer envolvimento romântico até o início de 2010, quando fotos do casal foram divulgadas por paparazzis, logo depois, o casal confirmou oficialmente seu relacionamento. Kim e Yoo terminaram em 2011.

## Filantropia
Em 2008, Kim doou o valor que arrecadou com a narração do documentário "Forgiveness, Are You at the End of the Way" para o fundo de apoio às vítimas de crimes da Coreia do Sul.
Kim exibiu sua pop art na Feira Aberta de Arte de Seul em abril de 2009. Uma de suas pinturas foi vendida por 5 milhões de won, valor esse doado para instituições de caridade.
Em 7 de julho de 2009, Kim participou da campanha "Style Meets Art", co-organizada pelo canal a cabo OnStyle e a Comissão Nacional Coreana para a UNESCO, onde ela doou o dinheiro arrecadado nessa campanha à Comissão Nacional Coreana.
Kim doou 100 milhões de won para as vítimas dos incêndios florestais de Goseong, em 2019.
Em 2020, para ajudar a sanar a questão de escassez de máscaras causada pela pandemia de COVID-19 em seu país, Kim doou 100 milhões de won para a Hope Bridge Disaster Relief Association.
Em 7 de março de 2022, Kim doou 100 milhões de won para a Hope Bridge Disaster Relief Association para ajudar as vítimas dos incêndios florestais de Uljin e Samcheok.
Em 9 de agosto de 2022, Kim doou 100 milhões de won para ajudar as vítimas das enchentes sul-coreanas de 2022, por meio da Hope Bridge Korea Disaster Relief Association.
Em 10 de fevereiro de 2023, Kim doou 100 milhões de won para ajudar as crianças afetadas pelo terremoto da Turquia-Síria de 2023, através da UNICEF, e no mesmo mês Kim postou uma foto do serviço de briquetes, sendo este os materiais doados pela atriz.
Em 17 de julho de 2023, Kim doou 100 milhões de won para ajudar as pessoas afetadas pelas enchentes de 2023 na Coreia do Sul, através da Hope Bridge National Disaster Relief Association.

## Filmografia

### Filmes
| Ano  | Título                                   | Papel           | Notas        | Ref.   |
| ---- | ---------------------------------------- | --------------- | ------------ | ------ |
| 1986 | Ggambo                                   | Na-young        |              |        |
| 1986 | My Daughter Saved from the Mire, Part II | Yu-ri           |              |        |
| 1988 | Grown-ups Just Don't Understand          | Yu-ra           |              |        |
| 1988 | That Last Winter                         | Young-ae        |              |        |
| 1990 | Oseam                                    | Irmã Angela     |              |        |
| 1991 | Lost Love                                | Kim Yoon-hee    |              |        |
| 1993 | First Love                               | Park Young-shin |              |        |
| 1994 | I Wish for What is Forbidden             |                 | Cameo        |        |
| 1994 | Life and Death of the Hollywood Kid      |                 | Cameo        |        |
| 1994 | Blue Seagull                             | Chae-rin (voz)  |              |        |
| 1995 | Dr. Bong                                 | Hwang Yeo-shin  |              |        |
| 1995 | The Eternal Empire                       | Yoon Sang-ah    |              |        |
| 1995 | Bitter and Sweet                         | Kim Hye-soo     |              |        |
| 1997 | Change                                   | Ko Eun-bi       | Cameo        |        |
| 1997 | Mister Condom                            | Sung-hee        |              |        |
| 1998 | Too Tired to Die                         | Anouk           |              |        |
| 1998 | Tie a Yellow Ribbon                      | Chae-young      |              |        |
| 1999 | Doctor K                                 | Dra. Pyo Ji-soo |              |        |
| 2001 | Kick the Moon                            | Min Ju-ran      |              |        |
| 2002 | Three                                    | Esposa          |              |        |
| 2002 | YMCA Baseball Team                       | Min Jong-rim    |              |        |
| 2004 | Hypnotized                               | Ji-su           |              |        |
| 2005 | The Red Shoes                            | Sun-jae         |              |        |
| 2006 | Tazza: The High Rollers                  | Madame Jeong    |              |        |
| 2007 | A Good Day to Have an Affair             | Dew             |              |        |
| 2007 | Skeletons in the Closet                  | Mi-kyung        |              |        |
| 2007 | Eleventh Mom                             | Mulher          |              |        |
| 2008 | Modern Boy                               | Jo Nan-sil      |              |        |
| 2008 | Forgiveness                              | Narradora       | Documentário |        |
| 2010 | Villain and Widow                        | Hyun-joo        |              |        |
| 2012 | The Thieves                              | Pepsee          |              |        |
| 2013 | The Face Reader                          | Yeon-hong       |              |        |
| 2015 | Coin Locker Girl                         | Ma Woo-hee      |              |        |
| 2016 | Familyhood                               | Joo-yeon        |              |        |
| 2017 | A Special Lady                           | Na Hyun-jung    |              |        |
| 2018 | Default                                  | Han Shi-hyeon   |              |        |
| 2020 | The Day I Died: Unclosed Case            | Hyeon-soo       |              | [ 93 ] |
| 2023 | Smugglers                                | Jo Chun-ja      |              | [ 94 ] |
| ASA  | Return                                   |                 |              |        |

### Séries de televisão
| Ano       | Título                                                        | Papel                       | Notas                     | Ref.          |
| --------- | ------------------------------------------------------------- | --------------------------- | ------------------------- | ------------- |
| 1986      | Best Selling Theater - Doll's Classroom                       | Oh Hye-sook                 |                           |               |
| 1986      | TV Literary Museum - Young Zelkova Tree                       |                             |                           |               |
| 1987      | Samogok                                                       | Bo-wook                     |                           |               |
| 1988      | Especial dos Jogos Olímpicos de Verão de 1988 - Chunhyangjeon | Sung Chun-hyang             |                           |               |
| 1988      | Sun Shim-yi                                                   | Sun Shim-yi                 |                           |               |
| 1989      | Senoya                                                        | Kang Jung-ae                |                           |               |
| 1990      | Erased Woman                                                  | Jung Soo-min                |                           |               |
| 1990      | When The Flowers Bloom And The Birds Cry                      | Mi-kyung                    |                           |               |
| 1990      | Three Families In One House Season 2                          | Hye-sook                    |                           |               |
| 1990      | Fun World                                                     | Seo Byung-sook              |                           |               |
| 1991      | Best Theater - Midsummer Night's Dream                        |                             |                           |               |
| 1991      | Best Theater - Neighbor                                       |                             |                           |               |
| 1991      | Chuseok Special - Gosu                                        | Oh Jung-hee                 |                           |               |
| 1991      | Rosy Life                                                     | Chae Jung-seo               |                           |               |
| 1992      | New Year Special - Cheonsa Is A Tomboy                        | Cheon-sa                    |                           |               |
| 1992      | Best Theater - Reasons to Love Someone                        | Kang-ju                     |                           |               |
| 1992      | Rainbow In Mapo                                               | Park Young-mi               |                           |               |
| 1993      | Pilot                                                         | Lee Ji-won                  |                           |               |
| 1993      | A Woman's Man                                                 | Kim Eun-young               |                           |               |
| 1994      | Dokkaebiga Ganda                                              | Choi In-young               |                           |               |
| 1994      | Changsa Special - Song of a Blind Bird                        | Seok Kyung-sook             |                           |               |
| 1994–1998 | Partner                                                       | Cha Hae-soon                |                           |               |
| 1995      | Love Pro, Marriage Amateur                                    | Seo Ye-hee                  |                           |               |
| 1995      | The Basics of Romance                                         | Il-young                    |                           |               |
| 1995      | Drama Game - Twilight of the Gods                             |                             |                           |               |
| 1996      | Oxtail Soup                                                   |                             |                           |               |
| 1996      | Scent of Apple Blossoms                                       | Seo Kyung-joo               |                           |               |
| 1997      | Changsa Special - Young                                       | Sun-ju                      |                           |               |
| 1997      | Ms. & Mr.                                                     |                             |                           |               |
| 1997      | Revenge and Passion                                           | Jung Mi-kyung               |                           |               |
| 1999      | Did We Really Love?                                           | Lee Shin-young              |                           |               |
| 1999      | Kuk-hee                                                       | Min Kuk-hee                 |                           |               |
| 2000      | Golden Era                                                    | Kim/Choi Hee-kyung          |                           |               |
| 2001      | Best Theater - Dear Hye-soo                                   | Ela mesma                   |                           |               |
| 2002–2003 | Royal Story: Jang Hui-bin                                     | Jang Hui-bin                |                           | [ 95 ]        |
| 2004–2005 | Han River Ballad                                              | Yoon Ga-young               |                           |               |
| 2009      | Style                                                         | Park Ki-ja                  |                           |               |
| 2010      | Home Sweet Home                                               | Kim Jin-seo                 |                           |               |
| 2011      | Cool Guys, Hot Ramen                                          | Cartomante de tarô          | Cameo (episódio 1)        | [ 96 ]        |
| 2013      | The Queen of Office                                           | Senhorita Kim/Kim Jeom-seon |                           |               |
| 2016      | Signal                                                        | Cha Soo-hyun                |                           |               |
| 2017      | Dr. Romantic                                                  | Lee Young-jo                | Cameo (episódios 20 e 21) | [ 97 ]        |
| 2020      | Hyena                                                         | Jeong Geum-ja               |                           |               |
| 2022      | Under the Queen's Umbrella                                    | Rainha Im Hwa-ryeong        |                           | [ 98 ] [ 99 ] |

### Webséries
| Ano  | Título           | Papel        | Notas   | Ref.    |
| ---- | ---------------- | ------------ | ------- | ------- |
| 2022 | Juvenile Justice | Sim Eun-seok | Netflix | [ 100 ] |

### MC (Anfitriã oficial)
| Ano                            | Título                   | Notas      | Ref.                    |
| ------------------------------ | ------------------------ | ---------- | ----------------------- |
| 1993–1995                      | Saturday Saturday Is Fun |            |                         |
| 1993–1995 1997 1999 – presente | Blue Dragon Film Awards  | [ nota 1 ] | [ 101 ] [ 102 ] [ 103 ] |
| 2010                           | World Wide Weekly        |            |                         |

## Teatro

### Peças
| Ano  | Título       | Papel | Ref.    |
| ---- | ------------ | ----- | ------- |
| 1993 | Agnes of God | Agnes | [ 104 ] |

## Discografia
| Ano  | Título da música           | Notas                                         |
| ---- | -------------------------- | --------------------------------------------- |
| 2008 | "Why Don't You Do Right?"  | Faixa da trilha sonora de Modern Boy          |
| 2008 | "Blues of Colors"          | Faixa da trilha sonora de Modern Boy          |
| 2008 | "개여울" (versão japonesa) | Faixa da trilha sonora de Modern Boy          |
| 2013 | "Love is"                  | Faixa da trilha sonora de The Queen of Office |

## Artigos em lista
| Editor     | Ano  | Lista                                   | Posição | Ref.                    |
| ---------- | ---- | --------------------------------------- | ------- | ----------------------- |
| Forbes     | 2011 | Korea Power Celebrity                   | 19°     | [ 105 ]                 |
| Forbes     | 2017 | Korea Power Celebrity                   | 40°     | [ 106 ]                 |
| Forbes     | 2020 | Korea Power Celebrity                   | 34°     | [ 107 ]                 |
| Forbes     | 2022 | Korea Power Celebrity                   | 38°     | [ 108 ]                 |
| Forbes     | 2023 | Korea Power Celebrity                   | 37°     | [ 109 ]                 |
| Elle Japan | 2022 | As 16 Melhores Atrizes Hallyu           | 3°      | [ 110 ]                 |
| KBS        | 2023 | As 50 Pessoas que Fizeram a KBS Brilhar | 26°     | [ 111 ] [ 112 ] [ 113 ] |